# Pervaja liga
Pervaja liga je třetí profesionální hokejovou ligou v Rusku. Vítěz postupuje do Ruské vyšší ligy ledního hokeje.

## Organizace
Liga je rozdělena do čtyř zeměpisných oblastí:
- centrální
- Volha
- Ural – Západní Sibiř
- Sibiř - Dálný Východ

Kazašské kluby se této soutěže také mohou účastnit.